# Olympische Sommerspiele 2020/Kanu – Einer-Kajak 500 m (Frauen)
Das Kanu-Rennen der Frauen mit dem Einer-Kajak über 500 m bei den Olympischen Spielen 2020 wurde vom 4. bis 5. August 2021 auf dem Sea Forest Waterway ausgetragen.

## Titelträger
| Olympiasiegerin | Danuta Kozák    | Rio de Janeiro 2016 |
| Weltmeisterin   | Lisa Carrington | Szeged 2019         |

## Ergebnisse

### Vorlauf

#### Lauf 1
| Platz | Kanute           | Nation         | Zeit         | Bemerkung     |
| ----- | ---------------- | -------------- | ------------ | ------------- |
| 1     | Hermien Peters   | Belgien        | 1:47,959 min | Halbfinale    |
| 2     | Teresa Portela   | Portugal       | 1:48,727 min | Halbfinale    |
| 3     | Jule Hake        | Deutschland    | 1:48,758 min | Halbfinale    |
| 4     | Isabel Contreras | Spanien        | 1:49,256 min | Viertelfinale |
| 5     | Milica Novaković | Serbien        | 1:49,802 min | Viertelfinale |
| 6     | Yin Mengdie      | China          | 1:52,760 min | Viertelfinale |
| 7     | Emily Lewis      | Großbritannien | 1:55,743 min | Viertelfinale |

#### Lauf 2
| Platz | Kanute             | Nation      | Zeit         | Bemerkung     |
| ----- | ------------------ | ----------- | ------------ | ------------- |
| 1     | Anja Osterman      | Slowenien   | 1:49,402 min | Halbfinale    |
| 2     | Justyna Iskrzycka  | Polen       | 1:49,893 min | Halbfinale    |
| 3     | Wolha Chudsenka    | Belarus     | 1:50,732 min | Halbfinale    |
| 4     | Brenda Rojas       | Argentinien | 1:54,541 min | Viertelfinale |
| 5     | Julija Jurijtschuk | Ukraine     | 1:57,532 min | Viertelfinale |
| 6     | Francesca Genzo    | Italien     | 1:59,712 min | Viertelfinale |
| 7     | Natalja Sergejewa  | Kasachstan  | 2:01,374 min | Viertelfinale |

#### Lauf 3
| Platz | Kanute                    | Nation     | Zeit         | Bemerkung     |
| ----- | ------------------------- | ---------- | ------------ | ------------- |
| 1     | Linnea Stensils           | Schweden   | 1:48,144 min | Halbfinale    |
| 2     | Alyce Wood                | Australien | 1:48,572 min | Halbfinale    |
| 3     | Caitlin Regal             | Neuseeland | 1:50,297 min | Halbfinale    |
| 4     | Špela Ponomarenko Janić   | Slowenien  | 1:50,498 min | Viertelfinale |
| 5     | Swetlana Tschernigowskaja | ROC        | 1:52,311 min | Viertelfinale |
| 6     | Manon Hostens             | Frankreich | 1:53,668 min | Viertelfinale |
| 7     | Amira Kheris              | Algerien   | 2:13,626 min | Viertelfinale |

#### Lauf 4
| Platz | Kanute            | Nation         | Zeit         | Bemerkung     |
| ----- | ----------------- | -------------- | ------------ | ------------- |
| 1     | Danuta Kozák      | Ungarn         | 1:48,730 min | Halbfinale    |
| 2     | Emma Jørgensen    | Dänemark       | 1:49,231 min | Halbfinale    |
| 3     | Alyssa Bull       | Australien     | 1:49,416 min | Halbfinale    |
| 4     | Michelle Russell  | Kanada         | 1:51,081 min | Viertelfinale |
| 5     | Deborah Kerr      | Großbritannien | 1:51,375 min | Viertelfinale |
| 6     | Ana Roxana Lehaci | Österreich     | 1:55,067 min | Viertelfinale |
| 7     | Samaa Ahmed       | Ägypten        | 2:13,007 min | Viertelfinale |

#### Lauf 5
| Platz | Kanute                | Nation   | Zeit         | Bemerkung     |
| ----- | --------------------- | -------- | ------------ | ------------- |
| 1     | Tamara Csipes         | Ungarn   | 1:48,790 min | Halbfinale    |
| 2     | Maryna Litwintschuk   | Belarus  | 1:49,606 min | Halbfinale    |
| 3     | Marta Walczykiewicz   | Polen    | 1:50,184 min | Halbfinale    |
| 4     | Marija Powch          | Ukraine  | 1:50,489 min | Viertelfinale |
| 5     | Anamaria Govorčinović | Kroatien | 1:52,015 min | Viertelfinale |
| 6     | Huang Jieyi           | China    | 1:52,385 min | Viertelfinale |
| 7     | Lize Broekx           | Belgien  | 1:52,476 min | Viertelfinale |

#### Lauf 6
| Platz | Kanute                 | Nation      | Zeit         | Bemerkung     |
| ----- | ---------------------- | ----------- | ------------ | ------------- |
| 1     | Lisa Carrington        | Neuseeland  | 1:48,463 min | Halbfinale    |
| 2     | Sabrina Hering-Pradler | Deutschland | 1:49,932 min | Halbfinale    |
| 3     | Viktoria Schwarz       | Österreich  | 1:51,750 min | Halbfinale    |
| 4     | Kira Stepanowa         | ROC         | 1:55,180 min | Viertelfinale |
| 5     | Joana Vasconcelos      | Portugal    | 1:57,513 min | Viertelfinale |
| 6     | Anne Cairns            | Samoa       | 2:03,667 min | Viertelfinale |

### Viertelfinale

#### Lauf 1
| Platz | Kanute             | Nation     | Zeit         | Bemerkung  |
| ----- | ------------------ | ---------- | ------------ | ---------- |
| 1     | Isabel Contreras   | Spanien    | 1:51,235 min | Halbfinale |
| 2     | Manon Hostens      | Frankreich | 1:54,095 min | Halbfinale |
| 3     | Julija Jurijtschuk | Ukraine    | 1:58,657 min | Halbfinale |
| 4     | Anne Cairns        | Samoa      | 2:02,525 min |            |
| 5     | Samaa Ahmed        | Ägypten    | 2:06,033 min |            |

#### Lauf 2
| Platz | Kanute                    | Nation         | Zeit         | Bemerkung  |
| ----- | ------------------------- | -------------- | ------------ | ---------- |
| 1     | Swetlana Tschernigowskaja | ROC            | 1:49,323 min | Halbfinale |
| 2     | Lize Broekx               | Belgien        | 1:49,336 min | Halbfinale |
| 3     | Brenda Rojas              | Argentinien    | 1:51,822 min | Halbfinale |
| 4     | Emily Lewis               | Großbritannien | 1:51,996 min |            |
| 5     | Ana Roxana Lehaci         | Österreich     | 1:53,378 min |            |
| 6     | Joana Vasconcelos         | Portugal       | 1:56,622 min |            |

#### Lauf 3
| Platz | Kanute                  | Nation         | Zeit         | Bemerkung  |
| ----- | ----------------------- | -------------- | ------------ | ---------- |
| 1     | Yin Mengdie             | China          | 1:49,268 min | Halbfinale |
| 2     | Špela Ponomarenko Janić | Slowenien      | 1:49,680 min | Halbfinale |
| 3     | Deborah Kerr            | Großbritannien | 1:50,133 min | Halbfinale |
| 4     | Kira Stepanowa          | ROC            | 1:52,190 min |            |
| 5     | Huang Jieyi             | China          | 1:52,689 min |            |
| 6     | Natalja Sergejewa       | Kasachstan     | 1:55,776 min |            |

#### Lauf 4
| Platz | Kanute                | Nation   | Zeit         | Bemerkung  |
| ----- | --------------------- | -------- | ------------ | ---------- |
| 1     | Milica Novaković      | Serbien  | 1:49,348 min | Halbfinale |
| 2     | Marija Powch          | Ukraine  | 1:50,769 min | Halbfinale |
| 3     | Michelle Russell      | Kanada   | 1:51,375 min | Halbfinale |
| 4     | Anamaria Govorčinović | Kroatien | 1:53,967 min |            |
| 5     | Francesca Genzo       | Italien  | 2:01,744 min |            |
| 6     | Amira Kheris          | Algerien | 2:07,548 min |            |

### Halbfinale

#### Lauf 1
| Platz | Kanute            | Nation         | Zeit         | Bemerkung |
| ----- | ----------------- | -------------- | ------------ | --------- |
| 1     | Tamara Csipes     | Ungarn         | 1:51,698 min | A-Finale  |
| 2     | Hermien Peters    | Belgien        | 1:52,829 min | A-Finale  |
| 3     | Caitlin Regal     | Neuseeland     | 1:53,495 min | B-Finale  |
| 4     | Justyna Iskrzycka | Polen          | 1:53,899 min | B-Finale  |
| 5     | Lize Broekx       | Belgien        | 1:54,489 min | C-Finale  |
| 6     | Isabel Contreras  | Spanien        | 1:54,535 min | C-Finale  |
| 7     | Deborah Kerr      | Großbritannien | 1:55,955 min |           |

#### Lauf 2
| Platz | Kanute              | Nation     | Zeit         | Bemerkung |
| ----- | ------------------- | ---------- | ------------ | --------- |
| 1     | Danuta Kozák        | Ungarn     | 1:52,016 min | A-Finale  |
| 2     | Teresa Portela      | Portugal   | 1:52,557 min | A-Finale  |
| 3     | Wolha Chudsenka     | Belarus    | 1:52,755 min | B-Finale  |
| 4     | Marija Powch        | Ukraine    | 1:53,659 min | B-Finale  |
| 5     | Maryna Litwintschuk | Belarus    | 1:56,386 min | C-Finale  |
| 6     | Viktoria Schwarz    | Österreich | 1:56,475 min | C-Finale  |
| 7     | Yin Mengdie         | China      | 1:56,977 min |           |
| 8     | Julija Jurijtschuk  | Ukraine    | 2:03,303 min |           |

#### Lauf 3
| Platz | Kanute                    | Nation      | Zeit         | Bemerkung |
| ----- | ------------------------- | ----------- | ------------ | --------- |
| 1     | Linnea Stensils           | Schweden    | 1:51,902 min | A-Finale  |
| 2     | Emma Jørgensen            | Dänemark    | 1:52,931 min | A-Finale  |
| 3     | Marta Walczykiewicz       | Polen       | 1:53,860 min | B-Finale  |
| 4     | Sabrina Hering-Pradler    | Deutschland | 1:54,140 min | B-Finale  |
| 5     | Jule Hake                 | Deutschland | 1:54,341 min | C-Finale  |
| 6     | Špela Ponomarenko Janić   | Slowenien   | 1:54,710 min | C-Finale  |
| 7     | Michelle Russell          | Kanada      | 1:55,549 min |           |
| 8     | Swetlana Tschernigowskaja | ROC         | 1:56,066 min |           |

#### Lauf 4
| Platz | Kanute           | Nation      | Zeit         | Bemerkung |
| ----- | ---------------- | ----------- | ------------ | --------- |
| 1     | Lisa Carrington  | Neuseeland  | 1:51,680 min | A-Finale  |
| 2     | Alyce Wood       | Australien  | 1:53,079 min | A-Finale  |
| 3     | Milica Novaković | Serbien     | 1:53,149 min | B-Finale  |
| 4     | Alyssa Bull      | Australien  | 1:54,038 min | B-Finale  |
| 5     | Anja Osterman    | Slowenien   | 1:54,235 min | C-Finale  |
| 6     | Manon Hostens    | Frankreich  | 1:57,394 min | C-Finale  |
| 7     | Brenda Rojas     | Argentinien | 1:58,301 min |           |

### Finale

#### C-Finale
Anmerkung: Gefahren wurde hier um die Plätze 17 bis 24, das heißt, die Siegerin des C-Finales Anja Osterman wurde insgesamt Siebzehnte usw.
| Platz | Kanute                  | Nation      | Zeit         | Bemerkung |
| ----- | ----------------------- | ----------- | ------------ | --------- |
| 1     | Anja Osterman           | Slowenien   | 1:55,051 min |           |
| 2     | Jule Hake               | Deutschland | 1:55,638 min |           |
| 3     | Isabel Contreras        | Spanien     | 1:55,728 min |           |
| 4     | Špela Ponomarenko Janić | Slowenien   | 1:56,066 min |           |
| 5     | Lize Broekx             | Belgien     | 1:56,842 min |           |
| 6     | Maryna Litwintschuk     | Belarus     | 1:57,057 min |           |
| 7     | Manon Hostens           | Frankreich  | 1:58,133 min |           |
| 8     | Viktoria Schwarz        | Österreich  | 1:59,475 min |           |

#### B-Finale
Anmerkung: Gefahren wurde hier um die Plätze neun bis sechzehn, das heißt, die Siegerin des B-Finales Caitlin Regal wurde insgesamt Neunte usw.
| Platz | Kanute                 | Nation      | Zeit         | Bemerkung |
| ----- | ---------------------- | ----------- | ------------ | --------- |
| 1     | Caitlin Regal          | Neuseeland  | 1:53,681 min |           |
| 2     | Sabrina Hering-Pradler | Deutschland | 1:53,919 min |           |
| 3     | Justyna Iskrzycka      | Polen       | 1:54,086 min |           |
| 4     | Milica Novaković       | Serbien     | 1:54,458 min |           |
| 5     | Marta Walczykiewicz    | Polen       | 1:55,659 min |           |
| 6     | Wolha Chudsenka        | Belarus     | 1:55,933 min |           |
| 7     | Marija Powch           | Ukraine     | 1:56,429 min |           |
| 8     | Alyssa Bull            | Australien  | 1:56,799 min |           |

#### A-Finale
| Platz | Kanute          | Nation     | Zeit         | Bemerkung |
| ----- | --------------- | ---------- | ------------ | --------- |
| 1     | Lisa Carrington | Neuseeland | 1:51,216 min |           |
| 2     | Tamara Csipes   | Ungarn     | 1:51,855 min |           |
| 3     | Emma Jørgensen  | Dänemark   | 1:52,773 min |           |
| 4     | Danuta Kozák    | Ungarn     | 1:53,414 min |           |
| 5     | Linnea Stensils | Schweden   | 1:53,600 min |           |
| 6     | Hermien Peters  | Belgien    | 1:53,716 min |           |
| 7     | Teresa Portela  | Portugal   | 1:55,814 min |           |
| 8     | Alyce Wood      | Australien | 1:57,251 min |           |